# 일리미네이션 체임버
일리미네이션 체임버(영어: Elimination Chamber)는 WWE의 프로레슬링 경기 방식 중 하나로, 에릭 비쇼프가 고안했다. 체임버 구조물 안에서 6명의 선수가 치르는 경기이다. 2010년부터 2014년까지는 이 경기명이 페이 퍼 뷰 이름으로 사용되었고 2015년 WWE 네트워크 독점으로 방영되었고, 2017년 스맥다운 독점 페이 퍼 뷰로 부활하였다. 2018년에는 RAW 독점 페이퍼뷰로 변경되었다. 이날 대회의 주된 경기는 일리미네이션 체임버 경기로 치렀다.

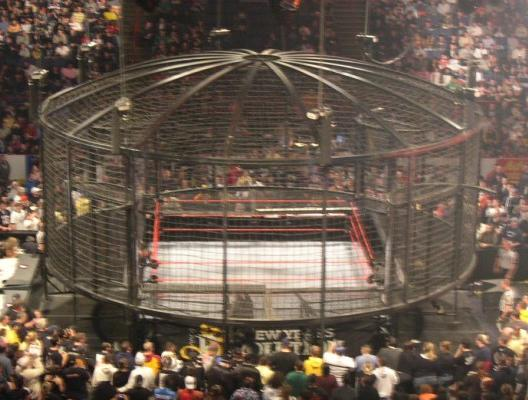
2006 뉴 이어즈 레볼루션

## 경기규칙
- 6명의 선수가 나와 4명은 유리로 된 임의의 방에 들어가 대기를 하고, 2명이 먼저 경기를 한다.
- 4분이 지나면 4명 중 무작위로 한 명이 나와 경기가 이어진다.
- 이런 식으로 핀폴 혹은 서브미션으로 한 명씩 제거해서 끝까지 살아남는 1인이 승자가 된다.

## 역대 경기 목록
- 굵은 글자가 승자임.

### 러 일리미네이션 체임버 매치
| 날짜             | 장소             | 이벤트명            | 참가한 레슬러                                                                      | 타이틀                                                                 |
| ---------------- | ---------------- | ------------------- | ---------------------------------------------------------------------------------- | ---------------------------------------------------------------------- |
| 2002년 11월 17일 | 뉴욕             | 서바이버 시리즈     | 트리플 H, 숀 마이클스, 부커 T, 크리스 제리코, 랍 밴 댐, 케인                       | 월드 헤비웨이트 챔피언십                                               |
| 2003년 8월 24일  | 피닉스           | 서머슬램            | 트리플 H, 골드버그, 케빈 내쉬, 숀 마이클스, 랜디 오턴, 크리스 제리코               | 월드 헤비웨이트 챔피언십                                               |
| 2005년 1월 9일   | 산후안           | 뉴 이어즈 레벌루션  | 트리플 H, 바티스타, 크리스 벤와, 크리스 제리코, 에지, 랜디 오턴                    | 월드 헤비웨이트 챔피언십                                               |
| 2006년 1월 8일   | 올버니           | 뉴 이어즈 레벌루션  | 존 시나, 숀 마이클스, 크리스 매스터스, 칼리토, 커트 앵글, 케인                     | WWE 챔피언십                                                           |
| 2008년 2월 17일  | 라스베이거스     | 노 웨이 아웃        | 트리플 H, 숀 마이클스, 크리스 제리코, 우마가, 존 브래드쇼 레이필드, 제프 하디      | WWE 챔피언십 넘버원 컨텐더 매치                                        |
| 2009년 2월 15일  | 시애틀           | 노 웨이 아웃        | 존 시나, 에지, 크리스 제리코, 케인, 마이크 녹스, 레이 미스테리오                   | 월드 헤비웨이트 챔피언십                                               |
| 2010년 2월 21일  | 세인트루이스     | 일리미네이션 체임버 | 셰이머스, 트리플 H, 존 시나, 코피 킹스턴, 랜디 오턴, 테드 디비아시 주니어          | WWE 챔피언십                                                           |
| 2011년 2월 20일  | 오클랜드         | 일리미네이션 체임버 | 존 시나, 랜디 오턴, 알 트루스, 존 모리슨, CM 펑크, 셰이머스                        | WWE 챔피언십 넘버원 컨텐더 매치                                        |
| 2012년 2월 19일  | 밀워키           | 일리미네이션 체임버 | CM 펑크, 코피 킹스턴, 더 미즈, 돌프 지글러, 크리스 제리코, 알 트루스               | WWE 챔피언십                                                           |
| 2018년 2월 25일  | 패러다이스       | 일리미네이션 체임버 | 알렉사 블리스, 사샤 뱅크스, 베일리, 미키 제임스, 소냐 드빌, 맨디 로즈              | WWE RAW 위민스 챔피언십                                                |
| 2018년 2월 25일  | 패러다이스       | 일리미네이션 체임버 | 로만 레인즈, 존 시나, 세스 롤린스, 핀 베일러, 더 미즈, 브라운 스트로우먼, 엘리아스 | WWE 유니버셜 챔피언십 넘버원 컨텐더 매치, 7인 일리미네이션 체임버 매치 |
| 2020년 3월 8일   | 필라델피아       | 일리미네이션 체임버 | 나탈리아, 리브 모건, 셰이나 배즐러, 아스카, 루비 라이엇, 사라 로건                 | WWE RAW 위민스 챔피언십 넘버원 컨텐더 매치                             |
| 2021년 2월 21일  | 세인트피터즈버그 | 일리미네이션 체임버 | 드류 맥킨타이어, 제프 하디, 랜디 오턴, 셰이머스, AJ 스타일스, 코피 킹스턴          | WWE 챔피언십                                                           |
| 2022년 2월 19일  | 지다             | 일리미네이션 체임버 | 리브 모건, 리아 리플리, 비앙카 벨레어, 듀드롭, 니키 A.S.H., 알렉사 블리스          | WWE RAW 위민스 챔피언십 넘버원 컨텐더 매치                             |
| 2022년 2월 19일  | 지다             | 일리미네이션 체임버 | 보비 래슐리, 브록 레스너, 세스 롤린스, 오스틴 시어리, 리들, AJ 스타일스            | WWE 챔피언십                                                           |
| 2023년 2월 18일  | 몬트리올         | 일리미네이션 체임버 | 오스틴 시어리, 조니 가가노, 브론슨 리드, 세스 롤린스, 데미안 프리스트, 몬테즈 포드 | WWE 유나이티드 스테이츠 챔피언십                                       |

### 스맥다운 일리미네이션 체임버 매치
| 날짜            | 장소             | 이벤트명            | 참가한 레슬러 | 타이틀                                      |
| --------------- | ---------------- | ------------------- | --- | ------------------------------------------- |
| 2009년 2월 15일 | 시애틀           | 노 웨이 아웃        | 에지, 트리플 H, 언더테이커, 제프 하디, 블라디미르 코즐로프, 빅 쇼 | WWE 챔피언십                                |
| 2010년 2월 21일 | 세인트루이스     | 일리미네이션 체임버 | 언더테이커, 크리스 제리코, 존 모리슨, CM 펑크, 알 트루스, 레이 미스테리오 | 월드 헤비웨이트 챔피언십                    |
| 2011년 2월 20일 | 오클랜드         | 일리미네이션 체임버 | 에지, 웨이드 바렛, 레이 미스테리오, 드류 맥킨타이어, 케인, 빅 쇼 | 월드 헤비웨이트 챔피언십                    |
| 2012년 2월 19일 | 밀워키           | 일리미네이션 체임버 | 다니엘 브라이언, 웨이드 바렛, 빅 쇼, 산티노 마렐라, 코디 로즈, 더 그레이트 칼리 | 월드 헤비웨이트 챔피언십                    |
| 2013년 2월 17일 | 뉴올리언스       | 일리미네이션 체임버 | 잭 스웨거, 대니얼 브라이언, 케인, 랜디 오턴, 크리스 제리코, 마크 헨리 | 월드 헤비웨이트 챔피언십 넘버원 컨텐더 매치 |
| 2017년 2월 12일 | 피닉스           | 일리미네이션 체임버 | 존 시나, AJ 스타일스, 딘 앰브로스, 더 미즈, 브레이 와이엇, 배런 코빈 | WWE 챔피언십                                |
| 2019년 2월 17일 | 휴스턴           | 일리미네이션 체임버 | 다니엘 브라이언, 랜디 오턴, AJ 스타일스, 제프 하디, 사모아 조, 코피 킹스턴 | WWE 챔피언십                                |
| 2020년 3월 8일  | 필라델피아       | 일리미네이션 체임버 | 더 미즈 & 존 모리슨, 돌프 지글러 & 로버트 루드, 헤비 머시너리 (오티스 & 터커), 루차 하우스 파티 (그랜 메탈릭 & 린세 도라도), 디 우소스 (제이 우소 & 지미 우소), 뉴 데이 (코피 킹스턴 & 빅 E) | WWE 스맥다운 태그팀 챔피언십                |
| 2021년 2월 21일 | 세인트피터즈버그 | 일리미네이션 체임버 | 케빈 오웬스, 제이 우소, 새미 제인, 킹 코빈, 다니엘 브라이언, 세자로 | WWE 유니버셜 챔피언십 넘버원 컨텐더 매치    |

### 스맥다운/ECW 일리미네이션 체임버 매치
| 날짜            | 장소         | 이벤트명     | 참가한 레슬러                                               | 타이틀                                      |
| --------------- | ------------ | ------------ | ----------------------------------------------------------- | ------------------------------------------- |
| 2008년 2월 17일 | 라스베이거스 | 노 웨이 아웃 | 언더테이커, 바티스타, 빅 대디 V, 그레이트 칼리, 핀레이, MVP | 월드 헤비웨이트 챔피언십 넘버원 컨텐더 매치 |

### ECW 일리미네이션 체임버 매치
| 날짜             | 장소     | 이벤트명           | 참가한 레슬러                                                | 타이틀       |
| ---------------- | -------- | ------------------ | ------------------------------------------------------------ | ------------ |
| 2006년 12월 13일 | 오거스타 | 디셈버 투 디스멤버 | 빅 쇼, 랍 밴 댐, 보비 래슐리, 테스트, 하드코어 할리, CM 펑크 | ECW 챔피언십 |

### 공통 일리미네이션 체임버 매치
| 날짜            | 장소           | 이벤트명            | 참가한 레슬러 | 타이틀                                      |
| --------------- | -------------- | ------------------- | --- | ------------------------------------------- |
| 2014년 2월 24일 | 미니애폴리스   | 일리미네이션 체임버 | 랜디 오턴, 대니얼 브라이언, 세자로, 존 시나, 셰이머스, 크리스챤 | WWE 챔피언십                                |
| 2015년 5월 31일 | 코퍼스크리스티 | 일리미네이션 체임버 | 뉴 데이 (코피 킹스턴 & 빅 E & 재비어 우즈), 타이슨 키드 & 세자로, 프라임 타임 플레이어스 (타이터스 오닐 & 대런 영), 루차 드래곤스 (신 카라 & 칼리스토), 로스 마타도레스 (디에고 & 페르난도), 어센션 (코너 & 빅터) | WWE 태그팀 챔피언십                         |
| 2015년 5월 31일 | 코퍼스크리스티 | 일리미네이션 체임버 | 라이백, 셰이머스, 돌프 지글러, 킹 바렛, 마크 헨리, 알 트루스 | WWE 인터컨티넨탈 챔피언십                   |
| 2019년 2월 17일 | 휴스턴         | 일리미네이션 체임버 | 보스 앤 허그 커넥션 (사샤 뱅크스 & 베일리), 나이아 잭스 & 타미나, 아이코닉스 (빌리 케이 & 페이턴 로이스), 라이엇 스쿼드 (사라 로건 & 리브 모건), 맨디 로즈 & 소냐 드빌, 카멜라 & 나오미                           | WWE 위민스 태그팀 챔피언십                  |
| 2023년 2월 18일 | 몬트리올       | 일리미네이션 체임버 | 니키 크로스, 라켈 로드리게스, 아스카, 리브 모건, 나탈리아, 카멜라 | WWE RAW 위민스 챔피언십 넘버원 컨텐더 매치  |
| 2024년 2월 24일 | 퍼스           | 일리미네이션 체임버 | 베키 린치, 비앙카 벨레어, 리브 모건, 티파니 스트랫턴, 나오미, 라켈 로드리게스 | 위민스 월드 챔피언십 넘버원 컨텐더 매치     |
| 2024년 2월 24일 | 퍼스           | 일리미네이션 체임버 | 드류 맥킨타이어, 랜디 오턴, 보비 래슐리, LA 나이트, 케빈 오웬스, 로건 폴 | 월드 헤비웨이트 챔피언십 넘버원 컨텐더 매치 |
| 2025년 3월 1일  | 토론토         | 일리미네이션 체임버 | 리브 모건, 비앙카 벨레어, 알렉사 블리스, 베일리, 나오미, 록샌 페레즈 | 위민스 월드 챔피언십 넘버원 컨텐더 매치     |
| 2025년 3월 1일  | 토론토         | 일리미네이션 체임버 | 존 시나, CM 펑크, 드류 맥킨타이어, 로건 폴, 데미안 프리스트, 세스 롤린스 | 통합 WWE 챔피언십 넘버원 컨텐더 매치        |

## 뒷 이야기들
- 2002년
- 공식 페이 퍼 뷰로 자리잡기 전 최초의 일리미네이션 체임버는 2002년 서바이버 시리즈에서 맨 처음 시작되었다. 공식적인 페이 퍼 뷰 명칭으로 사용된건 2010년부터이다.
- 2002년 처음 일리미네이션 체임버 경기에는 6명 모두 그랜드 슬램 챔피언들이다. (숀 마이클스는 1대,트리플 H는 2대,케인은 3대,크리스 제리코는 4대,랍 밴 댐은 7대,부커 T는 8대)
- 2002년 첫 고안당시에는 유리로 된 문이였으나,현재는 2005년부터 강화된 선수보호방침에 따라 플라스틱 재질의 탄력성 있는 문으로 재고안되어 현재까지 사용중이다.

- 2005년
- 2005년 뉴 이어즈 레볼루션에서의 일리미네이션 체임버는 숀 마이클스가 특별심판 자격으로 경기를 관장하였다.

- 2006년
- 2006년 뉴 이어즈 레볼루션에서의 일리미네이션 체임버는 존시나가 승리를 거두었으나 경기직후 에지가 당시 본인이 소유중이던 머니 인 더 뱅크 가방을 사용하면서 챔피언에 등극하였다.
- 2006년 디샘버 투 디스멤버에서는 익스트림 일리미네이션 챔버라는 경기이름하에 ECW 선수들이 자신이 고른 무기를 직접 가지고 와 경기를 운영하였다.

- 2008년
- 2008년부터 스맥다운에서도 일리미네이션 체임버 경기를 진행하였다. 또한 스맥다운 일리미네이션 체임버에서는 ECW 선수들도 일부 참가를 하였다.

- 2009년
- 2009년 러 일리미네이션 체임버는 당초 코피 킹스턴이 참가하기로 예정되어 있었으나 에지가 난입하여 코피킹스턴을 공격하였고 코피킹스턴 대신에 경기에 참여하며 승리를 거둠으로써 새로운 챔피언에 등극하였다.

- 2010년
- 2010년 러 일리미네이션 체임버에서는 존 시나가 트리플H에게 승리를 거두며 챔피언에 올라갔으나 경기 이후 WWE의 회장 빈스맥맨이 등장하여 또다른 WWE 챔피언십을 열도록 지시했고, 그 경기에서 바티스타가 존 시나를 약 32초만에 이기며 타이틀을 바티스타가 가져가게 되었다. 이는 2006년 뉴 이어즈 레볼루션때와는 똑같은 상황이었다.

- 2011년
- 2011년 스맥다운 일리미네이션 체임버에 참가예정이었던 돌프 지글러가 일리미네이션 체임버 직전 스맥다운에서 해고조치되며 대회 당일 돌프 지글러 대신 빅쇼가 출전하였다.

- 2012년
- 2012년 스맥다운 일리미네이션 체임버에 참가 예정이었던 마크 헨리는 2월 3일 스맥다운에서 시어도어 롱 단장의 징계로 인해 출전이 무산되고 대신 그레이트 칼리가 참가하게 되었다.
- 2012년 랜디 오턴이 일리미네이션 체임버 직전에 뇌진탕을 입은 관계로 스맥다운의 출전 명단에서 제외되어 배틀로얄에서 우승한 산티노 마렐라가 대신 출전하였다.

- 2018년
- 2018년 최초로 여성 일리미네이션 체임버가 열렸다. (알렉사 블리스 vs 사샤 뱅크스 vs 베일리 vs 미키 제임스 vs 소냐 드빌 vs 맨디 로즈 - WWE RAW 위민스 챔피언십 경기)

## 같이 보기
- 헬 인 어 셀
- WWE 일리미네이션 체임버